# فریا توماس
فریا توماس (انگلیسی: Freya Thomas؛ زادهٔ ۲۸ اکتبر ۲۰۰۱) بازیکن فوتبال اهل انگلستان است که در پست هافبک برای ناتینگهام فارست در لیگ ملی زنان فوتبال شمال انگلستان بازی می‌کند. در ۷ اوت ۲۰۲۳، توماس برای ناتینگهام فارست قرارداد امضا کرد. در ۲۱ ژوئن ۲۰۲۴، توماس قراردادش را برای دو سال تمدید با ناتینگهام فارست کرد.